# Pohorelá
Pohorelá (węg. Koháryháza) – wieś (obec) w dolinie Hronu na Słowacji, w kraju bańskobystrzyckim, w powiecie Brezno.

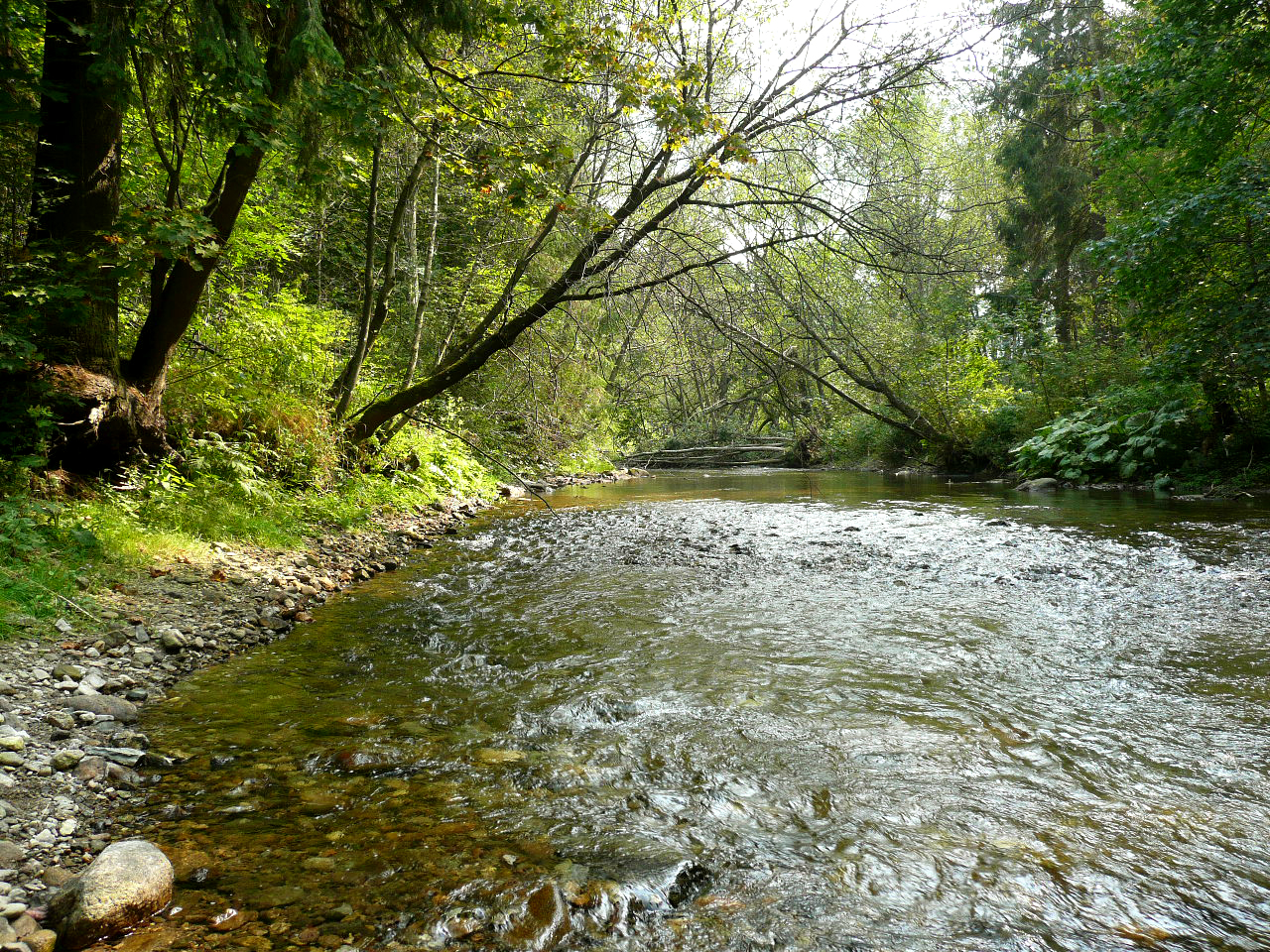
Rzeka Hron w Pohorelej

Wieś położona jest w Kotlinie Helpiańskiej (Heľpianske podolie) u południowych podnóży Niżnych Tatr, a dokładniej szczytu Andrejcová. Praktycznie całość zabudowy znajduje się na prawym brzegu Hronu, w dolinie jego prawobrzeżnego dopływu zwanego Kopanický potok (też: Kopanica). Leży w odległości 33 km na wschód od siedziby powiatu, Brezna.
We wsi jest przystanek kolejowy Pohorelá.

## Historia
Wieś została założona na samym początku XVII w. w ramach osadnictwa na prawie wołoskim. Pierwsze wzmianki o miejscowości pochodzą z roku 1612. Wieś należała do feudalnego „państwa” z siedzibą na zamku Murań, którym wówczas władała rodzina Szèchych. Jej mieszkańcy zajmowali się początkowo wyłącznie pasterstwem, pracą w lesie oraz obróbką drewna. W XVIII w., gdy wieś należała do Kohárych, na jej terenie rozpoczęto eksploatację rud żelaza, a w jej wschodniej części, na lewym brzegu Hronu powstała huta żelaza i kuźnica. Rozrastające się wokół nich osiedle robotnicze utworzyło wkrótce nową jednostkę osadniczą zwaną Pohorelská Maša (obecnie w granicach wsi). Sama Pohorelá stała się w XIX w. jednym z głównych ośrodków przemysłowych w dolinie Hronu, mieściła się w niej m.in. dyrekcja tutejszych hut, kuźnic i walcowni należących do rodziny Koburgów.
W latach międzywojennych, zwłaszcza w czasach wielkiego kryzysu gospodarczego z lat 1929-1933, znaczne wpływy uzyskała we wsi, a zwłaszcza wśród pracowników zakładów metalurgicznych w Pohorelskéj Maše, uzyskała Komunistyczna Partia Czechosłowacji. Mieszkańcy brali udział w protestach i strajkach, zwłaszcza w wielkim strajku zorganizowanym na budowie linii kolejowej na trasie Červená Skala - Margecany w czerwcu 1932 r.
W latach II wojny światowej, poczynając od 1943 r., wielu mieszkańców wsi wstępowało do działających w okolicy oddziałów partyzanckich. W schyłkowym okresie słowackiego powstania narodowego, pod koniec października 1944 r., wieś zajęły oddziały niemieckie, postępujące z góry doliny Hronu od Červenéj Skaly. Wyzwolenie spod faszystowskiej okupacji nastąpiło 30 stycznia 1945 r.
Powojenny rozwój wsi, a następnie znaczący spadek jej mieszkańców związany był ściśle z działalnością zakładów metalurgicznych w Pohorelskéj Maše. W połowie lat 80. XX w., gdy zakłady te znajdowały się w szczytowym okresie rozwoju, ludność Pohoreléj liczyła ok. 3,4 tysiąca. W ciągu 30 lat, do 2005 r. (całkowite zamknięcie zakładów) zmniejszyła się o ok. 0,9 tysiąca.

## Demografia
Według danych z dnia 31 grudnia 2012, wieś zamieszkiwały 2293 osoby, w tym 1225 kobiet i 1068 mężczyzn.
W 2001 roku rozkład populacji względem narodowości i przynależności etnicznej wyglądał następująco:
- Słowacy – 99,36%
- Czesi – 0,11%
- Romowie – 0,22%
- Ukraińcy – 0,04%

Ze względu na wyznawaną religię struktura mieszkańców kształtowała się w 2001 roku następująco:
- Katolicy rzymscy – 95,03%
- Grekokatolicy – 1,49%
- Ewangelicy – 0,26%
- Prawosławni – 0,3%
- Ateiści – 1,91%
- Nie podano – 0,78%

We wsi jest używana gwara przejściowa słowacko-czadecka. Gwara czadecka jest zaliczana przez polskich językoznawców jako gwara ze zmieszanymi elementami dialektów małopolskiego i śląskiego języka polskiego, przez słowackich zaś jako gwara przejściowa polsko-słowacka.

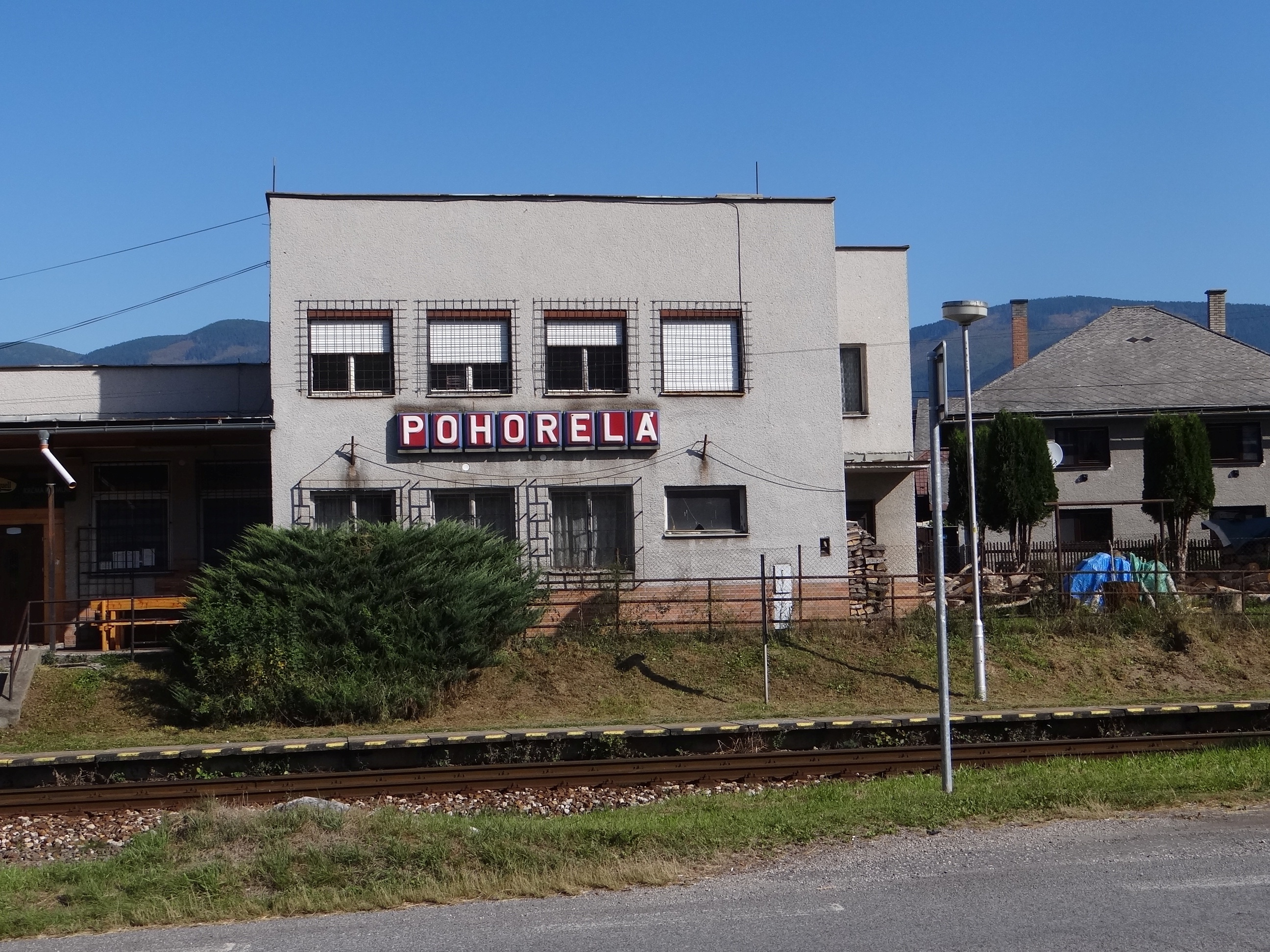
Przystanek kolejowy
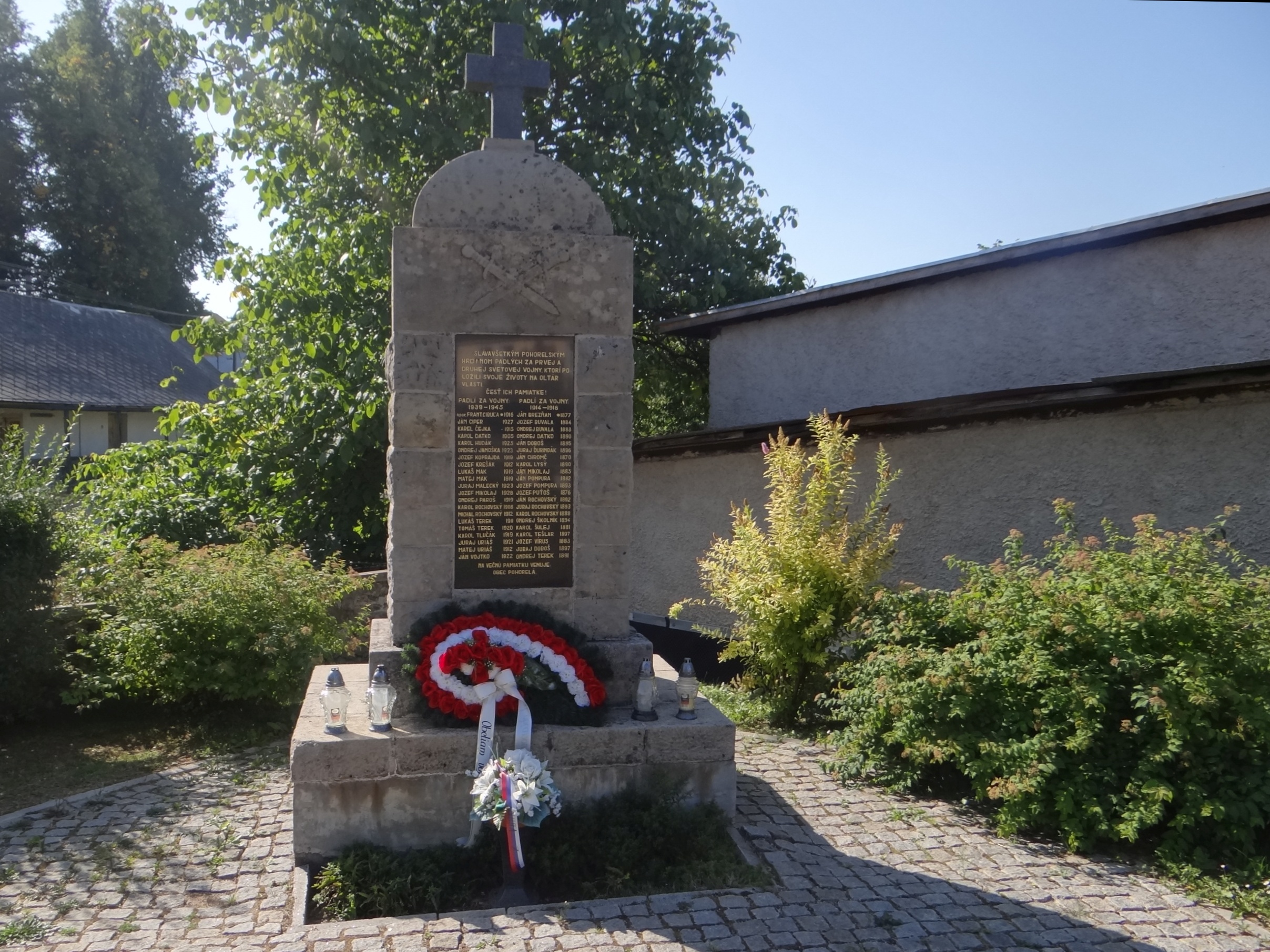
Pomnik poległych podczas I i II wojny
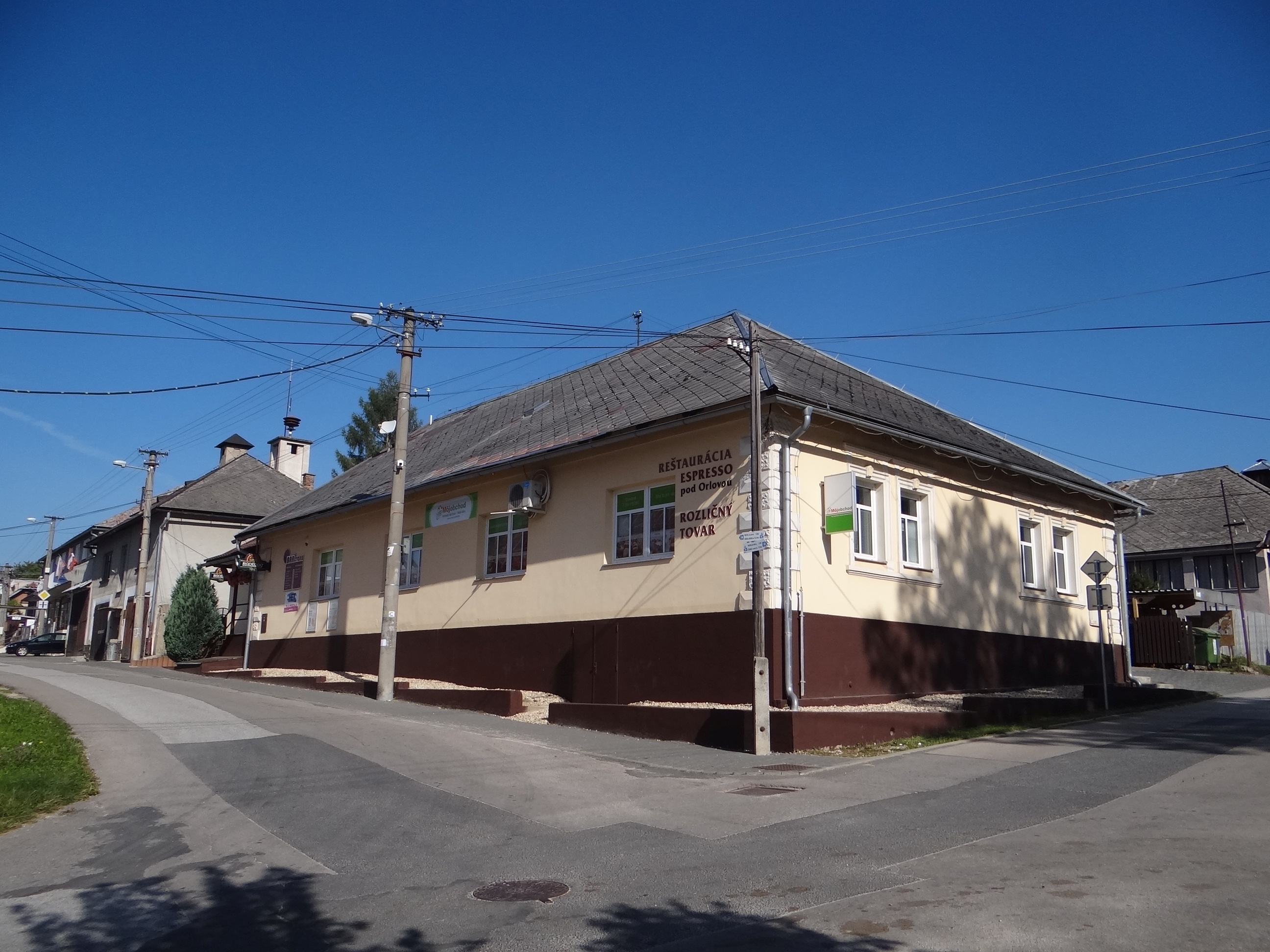
Fragment miejscowości
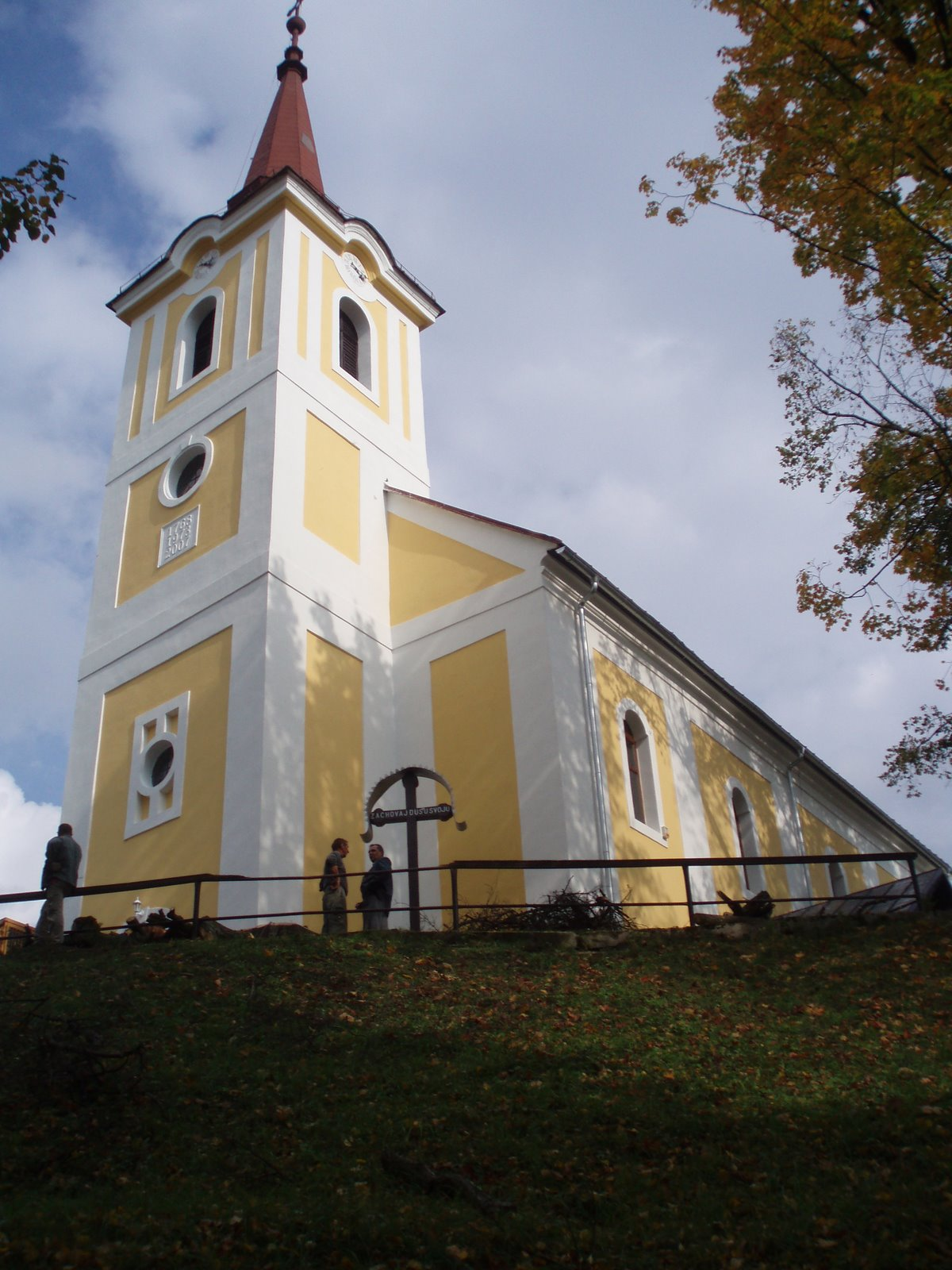
Kościół katolicki